# La iglesia de Auvers-sur-Oise
La iglesia de Auvers sur Oise es un cuadro pintado al óleo sobre tela del pintor holandés Vincent van Gogh. Data del año 1890. Mide 94 cm de alto y 74 cm de ancho. Esta pintura se encuentra en el Museo de Orsay (París, Francia).

## Contexto
Después de que Van Gogh dejase el hospital de Saint-Rémy-de-Provence el 16 de mayo de 1890, abandonó el sur de Francia para dirigirse al norte. Hizo una visita a su hermano Theo van Gogh en París y después se marchó a Auvers-sur-Oise, por consejo de su amigo Camille Pissarro, para que lo tratase el doctor Paul Gachet. Aquí Van Gogh pasó lo que serían sus últimas diez semanas de vida y en este breve lapso de tiempo pintó un centenar de cuadros. Van Gogh pintó durante un tiempo las flores del jardín del doctor, y luego fue dedicándose a la población y su entorno. Así descubrió la iglesia del pueblo, de estilo gótico, que pintó en este cuadro: La iglesia de Auvers-sur-Oise.
Este cuadro, con otras telas como el Ayuntamiento de Auvers y numerosos cuadros de pequeñas casas con los tejados de tejas son reminiscencia de las escenas de los paisajes nórdicos de su infancia. Una cierta nostalgia por el norte se podía ya notar en sus últimas semanas en Saint-Rémy: en una carta de un par de semanas antes de su partida, escribe «mientras estaba enfermo hice de todas formas algunos pequeños lienzos de memoria, que verás más adelante, en recuerdo del norte.»
Precisamente, se refería a un trabajo similar hecho en Nuenen cuando describe este cuadro en una carta a su hermana Wilhelmina: 

Tengo un cuadro más grande de la iglesia del pueblo –un efecto en el que la construcción parece ser violeta contra un cielo de simple azul oscuro, cobalto puro; las ventanas parecen como manchas de azul ultramar, el tejado es violeta y en parte anaranjado–. Al fondo, florecen algunas plantas verdes, y arena con el reflejo rosa del sol. Y otra vez más es casi la misma cosa que los estudios que hice en Nuenen de la vieja torre y el cementerio, solo que probablemente ahora el color es más expresivo, más suntuoso.

El «simple azul oscuro» lo usó también en su Retrato de Adeline Ravoux, pintado en el mismo breve período que pasó en Auvers-sur-Oise.

## Descripción
La iglesia se alza sobre una colina levemente elevada. El cielo es de un color azul profundo, que se refleja en las amplias vidrieras. La parte superior del cuadro está iluminada brillantemente por el sol, pero la iglesia misma está cubierta por su propia sombra, y «ni refleja ni emana de ella ninguna luz propia».
Después de que Van Gogh fuera expulsado de la carrera evangélica que esperaba proseguir en el Borinage, escribió a su hermano Theo desde Cuesmes en julio de 1880, y citó la imagen de Shakespeare de Enrique IV, Parte 1 del vacío oscuro dentro de una iglesia para simbolizar una «predicación vacía y nada ilustrada»: «Su Dios es como el Dios del borracho Falstaff de Shakespeare, 'el interior de una iglesia'»
Alrededor de la iglesia se distingue hierba verde y caminos, bañados de luz, y que llevan en direcciones diferentes. El tema de los caminos divergentes también aparece en Campo de trigo con cuervos. Por uno de ellos se acerca una campesina al templo. En los laterales del cuadro pueden distinguirse las casas del pueblo y árboles. Los colores son fuertes y las pinceladas se han aplicado con vigor.

## Galería de imágenes

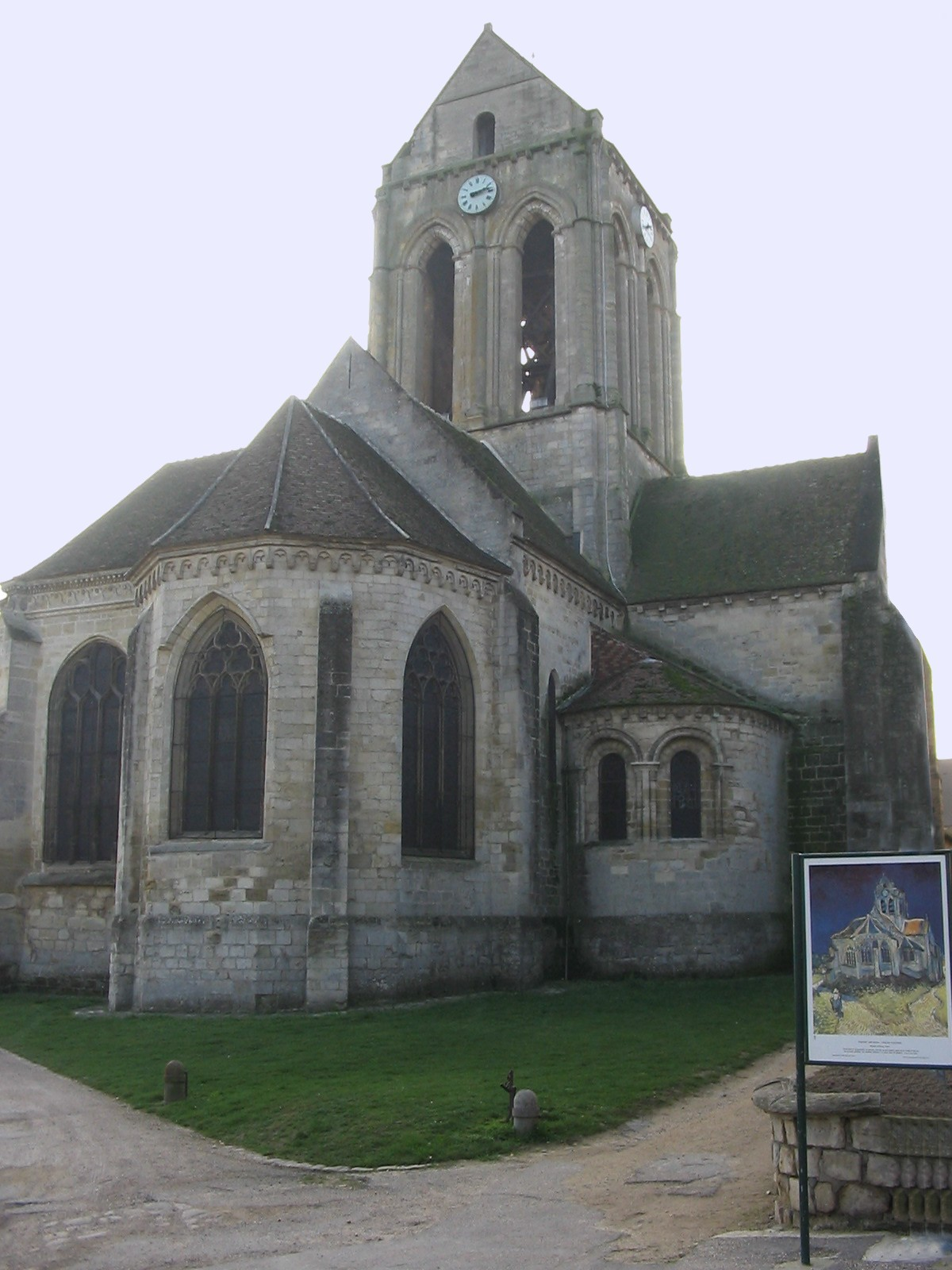
La iglesia de Auvers-sur-Oise
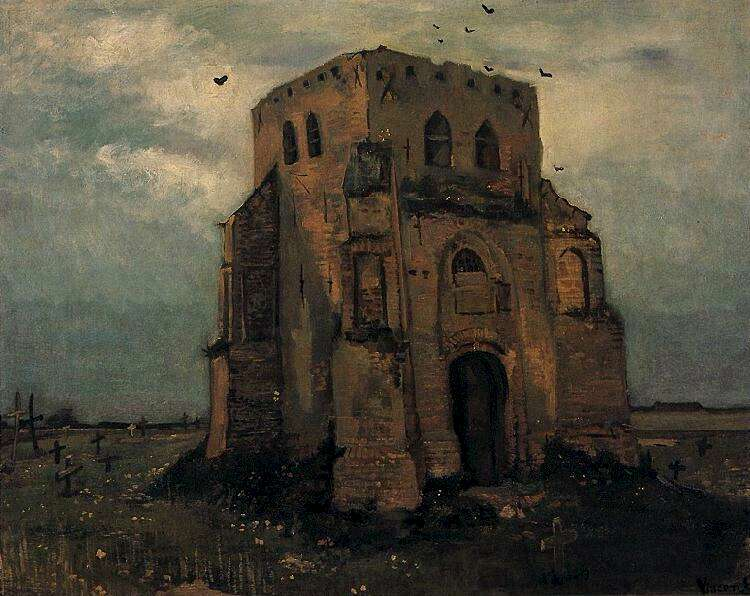
La vieja torre y el cementerio en Nuenen. 1885, Museo van Gogh